# Washington (Connecticut)
Washington – miasto w Stanach Zjednoczonych, w stanie Connecticut, w hrabstwie Litchfield.